# انگل در انسان
انگل در انسان دارای انواع مختلفی شامل تک یاخته‌ها و کرم‌ها هست که ممکن است باعث ابتلای انسان به بیماری‌های انگلی شوند. انگل در انسان شامل به انگل‌های داخلی که باعث ابتلا در داخل بدن و انگل‌های خارجی که باعث عفونت سطحی در پوست است.

## شواهد باستان‌شناسی
فرض بر این بود که اجداد اولیه انسان به‌طور کلی انگل اما تا همین اواخر هیچ گواه و مدرکی برای این ادعا وجود نداشت. به‌طور کلی کشف انگل‌های در انسانهای باستانی متکی بر مطالعه مدفوع و سایر مواد فسیل شده باقی مانده از انگلها است.